# 이혜민 (아나운서)
이혜민(1982년 8월 21일 ~ )은 대한민국의 MBC 아나운서이다.

## 학력
- 중앙대학교 연극학과 학사
- 중앙대학교 신문방송대학원 언론학 석사

## 경력
- 2009년 : YTN 기상캐스터, 앵커
- 2012년 ~ 2016년 : MBC 아나운서

## 진행

### 텔레비전
- 2012년 4월 9일 ~ 2013년 11월 15일 : MBC TV 《MBC 뉴스투데이》
- 2013년 11월 18일 ~ 2016년 6월 28일 : MBC TV 《MBC 경제뉴스》